# Крупський Богдан Олегович
Богда́н Оле́гович Кру́пський (*1988) — військовик Збройних сил України; учасник російсько-української війни. Учасник «Ігор Нескорених». Представляє Київську область на «Іграх Нескорених».

## З життєпису
Народився 1988 року.
До 2014 р. почав захоплюватися акторським мистецтвом.
У 2015—2016 роках воював на передовій фронту в складі 93 ОМБр; зазнав контузії.
2020 року на «Іграх Нескорених» взяв золото у штовханні ядра, 3-е місце у веслуванні та спринті.
2021 року на «Іграх Нескорених» мав 1-е місце у штовханні ядра, 2-е місце у метанні диску. Учасник ігор «Warrior Games».
2023 року на «Іграх Нескорених» отримав 2-е місце в командних змаганнях.
2024 р. — учасник на «Іграх Нескорених».